# Коллаген

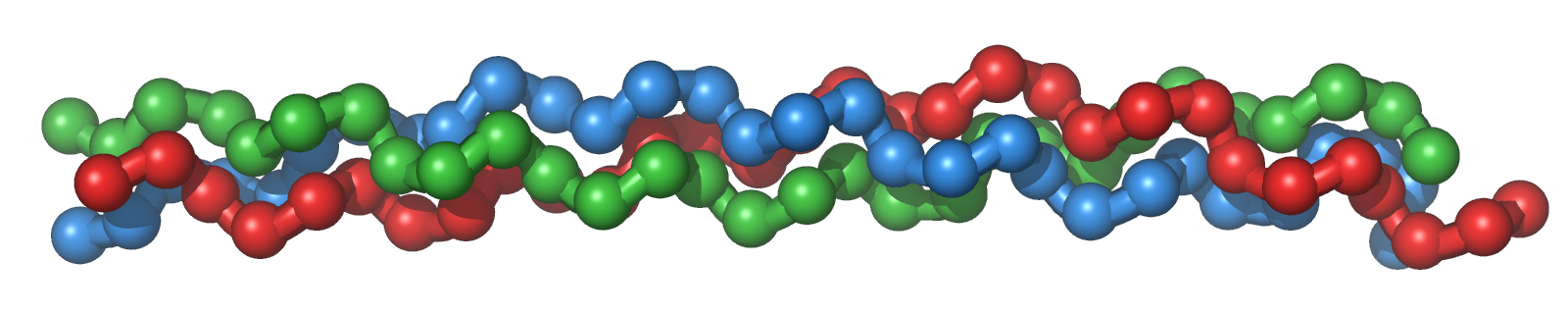
Модель тройной спирали молекулы коллагена

Коллаге́н — гликопротеин, фибриллярный белок, составляющий основу соединительной ткани организма (сухожилие, кость, хрящ, дерма, фасция и т. п.) и обеспечивающий её прочность и эластичность. Коллаген обнаружен у животных; отсутствует у растений, бактерий, вирусов, простейших и грибов. Коллаген — основной компонент соединительной ткани и самый распространённый белок у млекопитающих, составляющий от 25 % до 45 % белков во всём теле. Синтез коллагена очень энергозатратен и происходит только у животных, которые используют кислород. Появление коллагена позволило создать скелет, как внешний, так и внутренний, и резко увеличить размеры животных во время кембрийского взрыва.

## История исследования
Учёные десятилетиями не могли понять молекулярное строение коллагена. Первое доказательство того, что коллаген имеет постоянное строение на молекулярном уровне, было представлено в середине 1930-х годов. С того времени много выдающихся учёных, таких как Фрэнсис Крик, Лайнус Полинг, Александр Рич, Ада Йонат, Хелен Берман, Вилеайнур Рамачандран, Сергей Каспарьянц работали над изучением и строением мономера коллагена.
Несколько противоречащих друг другу моделей (несмотря на известное строение каждой отдельной пептидной цепи) дали дорогу для создания троично-спиральной модели, объяснившей четвертичное строение молекулы коллагена.

## Свойства
Продуктом денатурации коллагена является желатин. Температура денатурации макромолекулы коллагена близка к температуре фибриллогенеза. Это свойство молекулы коллагена делает её максимально чувствительной к мутационным заменам.
Фибриллогенез — образование коллагеновых волокон в соединительной ткани путём сборки или объединения в пучки фибрилл — тонких белковых нитевидных структур внутри клетки и тканей человеческого организма. Фибриллогенез имеет важное значение в процессе приживления имплантата и создания на его основе прочной, правильно функционирующей жевательной системы. Чем прочнее созданные в процессе фибриллогенеза коллагеновые волокна, тем прочнее соединительная ткань.

## Структура

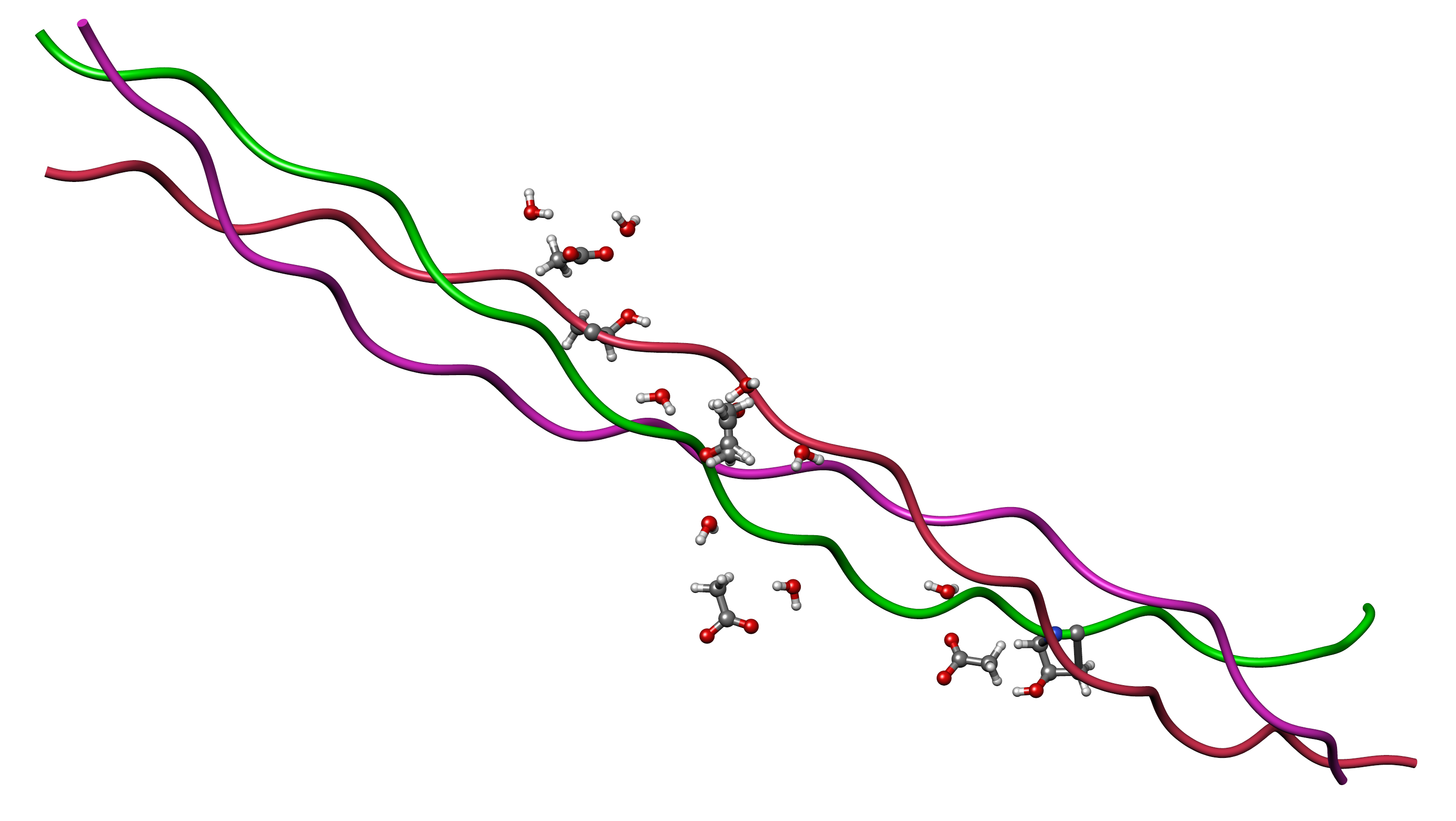
Коллаген

Молекула коллагена представляет собой правозакрученную спираль из трёх α-цепей. Такое образование известно под названием тропоколлаген. Один виток спирали α-цепи содержит три аминокислотных остатка. Молекулярная масса коллагена около 300 кДа, длина 300 нм, толщина 1,5 нм.
Для первичной структуры белка характерно высокое содержание глицина, низкое содержание серосодержащих аминокислот и отсутствие триптофана. Коллаген относится к тем немногим белкам животного происхождения, которые содержат остатки нестандартных аминокислот: около 21 % от общего числа остатков приходится на 3-гидроксипролин, 4-гидроксипролин и 5-гидроксилизин. Каждая из α-цепей состоит из триад аминокислот. В триадах третья аминокислота всегда глицин, вторая — пролин или лизин, первая — любая другая аминокислота, кроме трёх перечисленных.
Коллаген существует в нескольких формах. Основа строения всех видов коллагена является схожей. Коллагеновые волокна образуются путём агрегации микрофибрилл, имеют розовый цвет при окраске гематоксилином и эозином и голубой или зелёный при различных трёххромных окрасках, при импрегнации серебром окрашиваются в буро-жёлтый цвет.

## Фибриллярная структура
Тропоколлагены (структурные единицы коллагена) спонтанно объединяются, прикрепляясь друг к другу смещёнными на определённое расстояние концами, образуя в межклеточном веществе более крупные структуры. В фибриллярных коллагенах молекулы смещены относительно друг друга примерно на 67 нм (единица, которая обозначается буквой «D» и меняется в зависимости от состояния гидратации вещества). В целом каждый D-период содержит четыре целых и часть пятой молекулы коллагена. Величина 300 нм, поделённая на 67 нм (300:67), не даёт целого числа, и длина молекулы коллагена разделена на непостоянные по величине отрезки D. Следовательно, в разрезе каждого повтора D-периода микрофибриллы есть часть, состоящая из пяти молекул, называемая «перекрытие», и часть, состоящая из четырёх молекул — «разрыв». Тропоколлагены к тому же скомпонованы в шестиугольную или псевдошестиугольную (в поперечном разрезе) конструкцию, в каждой области «перекрытия» и «разрыва».
Внутри тропоколлагенов существует ковалентная связь между цепями, а также некоторое непостоянное количество данных связей между самими тропоколлагеновыми спиралями, образующими хорошо организованные структуры (например, фибриллы). Более толстые пучки фибрилл формируются с помощью белков нескольких других классов, включая другие типы коллагенов, гликопротеины, протеогликаны, использующихся для формирования различных типов тканей из разных комбинаций одних и тех же основных белков. Нерастворимость коллагена была препятствием к изучению мономера коллагена, до того момента как было обнаружено, что возможно извлечь тропоколлаген молодого животного, поскольку он ещё не образовал сильных связей с другими субъединицами фибриллы. Тем не менее, усовершенствование микроскопов и рентгеновских аппаратов облегчили исследования, появлялось всё больше подробных изображений структуры молекулы коллагена. Эти поздние открытия очень важны для лучшего понимания того, как структура коллагена влияет на связи между клетками и межклеточным веществом, как ткани меняются во время роста и регенерации, как они меняются во время эмбрионального развития и при патологии.
Коллагеновая фибрилла — это полукристаллическая структурная единица коллагена. Коллагеновые волокна — это пучки фибрилл.

## Использование

### Пищевая промышленность
С точки зрения питания, гидролизат коллагена и желатин являются белками низкого качества, так как они не содержат всех незаменимых аминокислот, необходимых человеку — это неполноценные белки. Относительно дешёвые, часто предлагаемые сегодня на рынке под видом источника свободных аминокислот гидролизаты коллагена не всегда способны удовлетворить потребности человека в свободных аминокислотах, так как эти продукты не содержат готовые к усвоению аминокислоты.
Например, гидролизаты коллагена почти полностью лишены аминокислоты L-глютамина, (не является незаменимой аминокислотой) не отличающейся стойкостью к термическому воздействию и долгому хранению сырья, большая часть глютамина разрушается уже на первых этапах хранения и переработки сырья, имеющийся небольшой остаток практически полностью распадается во время термической экстракции хрящевой ткани.

### Косметические средства
Коллаген входит в состав косметических средств для:
1. Образования воздухопроницаемого, влагоудерживающего слоя на поверхности кожи, обладающего пластифицирующими (разглаживающими) свойствами, со свойствами влажного компресса;
2. Продления действия экстрактов, масел и др. в составе косметических композиций;
3. Придания блеска волосам, создания коллагенового (защитного) слоя на поверхности волос.

### Научные исследования
В 2005 году учёным удалось выделить коллаген из сохранившихся мягких тканей тираннозавра и использовать его химический состав как ещё одно доказательство родства динозавров с современными птицами.

### Научные исследования в медицине
Синтез коллагена — сложный ферментативный многостадийный процесс, который должен быть обеспечен достаточным количеством витаминов и минеральных элементов. Синтез протекает в фибробласте и ряд стадий вне фибробласта. Важный момент в синтезе — реакции гидроксилирования, которые открывают путь дальнейшим модификациям, необходимым для созревания коллагена. Катализируют реакции гидроксилирования специфические ферменты. Так, образование 4-оксипролина катализирует пролингидроксилаза, в активном центре которой находится железо. Фермент активен в том случае, если железо находится в двухвалентной форме, что обеспечивается аскорбиновой кислотой (витамин C). Дефицит аскорбиновой кислоты нарушает процесс гидроксилирования, что влияет на дальнейшие стадии синтеза коллагена: гликозилирование, отщепление N- и С-концевых пептидов и др. В результате синтезируется аномальный коллаген, более рыхлый. Эти изменения лежат в основе развития цинги. Коллаген и эластин формируют своеобразную «основу» кожи, которая предотвращает её обвисание, обеспечивает её эластичность и упругость. Также важнейшим компонентом соединительной ткани является кератин — семейство фибриллярных белков, обладающих механической прочностью, которая среди материалов биологического происхождения уступает лишь хитину. В основном из кератинов состоят роговые производные эпидермиса кожи — такие структуры, как волосы, ногти, рога, перья и др.

### Фотография
Белок является основой для фотографического желатина, которая вместе с микрокристаллами галогенидов серебра образует фотографическую эмульсию. При получении фотографического желатина коллаген денатурируют кислотой или щёлочью. Фотографическая эмульсия, нанесённая тонким слоем на целлулоидную плёнку, стекло или бумагу, а затем высушенная, — это и есть светочувствительный слой фотоматериала (например, фотоплёнки).

## Типы коллагена
В настоящее время описано 28 типов коллагена, которые кодируются более чем 40 генами. Они отличаются друг от друга по аминокислотной последовательности, а также по степени модификации — интенсивности гидроксилирования или гликозилирования. Общим для всех коллагенов является существование 1 или более доменов, содержащих тройную спираль и присутствие их во внеклеточном матриксе. Более 90 % всего коллагена высших организмов приходится на коллагены I, II,III и IV типов.
| Разновидности коллагена                                            | Типы                                  |
| ------------------------------------------------------------------ | ------------------------------------- |
| Фибриллярные коллагены                                             | I, II, III, V, XI, XXIV, XXVII        |
| Фибрилл-ассоциированные коллагены (FACIT)                          | IX, XII, XIV, XVI, XIX, XX, XXI, XXII |
| Коллагены, формирующие филаменты- бусины (beaded filament forming) | VI                                    |
| Сетеобразующие коллагены                                           | IV, VIII, X                           |
| Коллаген, формирующий якорные фибриллы                             | VII                                   |
| Трансмембранные коллагены                                          | XIII, XVII, XXIII, XXV/CLAC-P         |
| Другие коллагены                                                   | XXVIII, XV, XVIII                     |

Кроме коллагеновых белков существует множество других белков, содержащих в своей структуре домен с тройной коллагеновой спиралью. И, тем не менее, их не причисляют к коллагенам, а только к «коллагеноподобным». К большой группе коллагеноподобных белков относятся подкомпонент C1q-комплемента, C1q-подобный фактор, адипонектин, колектины и фиколины, концевая структура ацетилхолинестаразы, три макрофаговых рецептора, эктодисплазин и EMILIN. Эти белки, так же как и коллагены, играют структурную и регуляторную роль.
Коллаген первого типа, самый архетипичный, является тримерным белком, собирающимся в тройные спирали без разрывов, самособирающимся в фибриллы и обладающим наибольшей механической прочностью. Между тем, все остальные коллагены отличаются от него в одном или нескольких аспектах. Некоторые коллагены имеют разрывы в тройной спирали и не обязательно собираются в фибриллы.
| Тип коллагена | Гены                                      | Молекулы                                 | Органы                                                                                                  | Ассоциированные болезни                                                   |
| ------------- | ----------------------------------------- | ---------------------------------------- | --- | ------------------------------------------------------------------------- |
| I             | COL1A1 COL1A2                             | α1(I)2α2(I), α1(I)3                      | Повсеместно в мягких и твёрдых тканях, в коже, костях, роговице глаза, в склере, в стенке артерий и др. | Синдром Элерса-Данлоса, остеогенез, ревматизм, синдром Марфана, дисплазии |
| II            | COL2A1                                    | α1(II)3 + см тип XI                      | Гиалиновые и фиброзные хрящи, стекловидное тело, роговица                                               | Коллагенопатия II и XI типа, синдром Стиклера, ахондрогенез               |
| III           | COL3A1                                    | α1(III)3                                 | Дерма кожи плода, стенки крупных кровеносных сосудов, ретикулярные волокна органов кроветворения        | Синдром Элерса-Данлоса, фибромышечная дисплазия, аневризма аорты          |
| IV            | COL4A1 COL4A2 COL4A3 COL4A4 COL4A5 COL4A6 | α1(IV)2α2(IV), другие непонятно          | Базальные мембраны, капсула хрусталика                                                                  | Синдром Альпорта, синдроме Гудпасчера                                     |
| V             | COL5A1 COL5A2 COL5A3                      | α1(V)2α2(V), α1(V)α2(V)α3(V) + см тип XI | Мягкие ткани, плацента, сосуды, хорион                                                                  | Синдром Элерса-Данлоса                                                    |
| VI            | COL6A1 COL6A2 COL6A3 COL6A4 COL6A5 COL6A6 | α1(VI)α2(VI)α3(VI)                       | Микрофибриллы в мягких тканях и хрящах                                                                  | Миопатия Ульриха, миопатия Бэтлема, атопический дерматит                  |
| VII           | COL7A1                                    | α1(VII)3                                 | Якорные фибриллы в связке кожи и эпидермиса                                                             | Буллёзный эпидермолиз                                                     |
| VIII          | COL8A1 COL8A2                             | α1(VIII)α2(VIII)                         | Роговица, эндотелий                                                                                     | Дистрофия роговицы                                                        |
| IX            | COL9A1 COL9A2 COL9A3                      | α1(IX)α2(IX)α3(IX)                       | Хрящи, стекловидное тело                                                                                | Синдром Стиклера, остеоартрит, эпифизарная дисплазия                      |
| X             | COL10A1                                   | α1(X)3                                   | Гипертрофическая зона области роста                                                                     | Метафизарная дисплазия Шмида                                              |
| XI            | COL11A1 COL11A2                           | α1(XI)α2(XI)α1(II), α1(XI)α2(V)α1(II)    | Хрящи, стекловидное тело                                                                                | Коллагенопатия II и XI типов, остеопороз                                  |
| XII           | COL12A1                                   | α1(XII)3                                 | Мягкие ткани                                                                                            | Повреждения сухожилий                                                     |
| XIII          | COL13A1                                   | α1(XIII)3                                | Поверхность клеток, эпителиальные клетки                                                                |                                                                           |
| XIV           | COL14A1                                   | α1(IV)3                                  | Мягкие ткани                                                                                            |                                                                           |
| XV            | COL15A1                                   | α1(XV)3                                  | Эндотелиальные клетки                                                                                   | Карцинома                                                                 |
| XVI           | COL16A1                                   | α1(XVI)3                                 | Повсеместно                                                                                             |                                                                           |
| XVII          | COL17A1                                   | α1(XVII)3                                | Поверхность эпидермальных клеток                                                                        | Буллёзный эпидермиолиз, пузырчатка                                        |
| XVIII         | COL18A1                                   | α1(XVIII)3                               | Эндотелиальные клетки                                                                                   |                                                                           |
| XIX           | COL19A1                                   | α1(XIX)3                                 | Повсеместно                                                                                             | Меланома, карцинома                                                       |
| XX            | COL20A1                                   | α1(XX)3                                  | Выделен из куриного эмбриона                                                                            |                                                                           |
| XXI           | COL21A1                                   | α1(XXI)3                                 | Кровеносные сосуды                                                                                      |                                                                           |
| XXII          | COL22A1                                   | α1(XXII)3                                | Только в местах мышечно-сухожильных соединений                                                          |                                                                           |
| XXIII         | COL23A1                                   | α1(XXIII)3                               | Опухолевые клетки                                                                                       |                                                                           |
| XXIV          | COL24A1                                   | α1(XXIV)3                                | Формирующиеся кости                                                                                     | Остеохондроз                                                              |
| XXV           | COL25A1                                   | α1(XXV)3                                 | Атеросклеротические бляшки                                                                              | Болезнь Альцгеймера                                                       |
| XXVI          | COL26A1=EMID2                             | α1(XXVI)3                                | Половые органы                                                                                          |                                                                           |
| XXVII         | COL27A1                                   | α1(XXVII)3                               | Мягкие ткани                                                                                            |                                                                           |
| XXVIII        | COL28A1                                   | α1(XXVIII)3                              | Нервная система                                                                                         |                                                                           |

## Медицинские аспекты
Нарушения синтеза коллагена в организме лежат в основе таких наследственных заболеваний, как дерматоспораксис у животных, латиризм (характерна разболтанность суставов, привычные вывихи), синдром Элерса-Данлоса (до 14 типов проявлений), несовершенный остеогенез (болезнь «стеклянного человека», врождённый рахит, врождённая ломкость костей), болезнь Марфана, муковисцидоз.
Характерным проявлением этих заболеваний является повреждение связочного аппарата, хрящей, костной системы, наличие пороков сердечных клапанов.
Болезни, вызванные дефектами при биосинтезе коллагена, в том числе так называемые коллагенозы, возникают из-за множества причин. Это может быть из-за мутации в гене, кодирующем аминокислотную последовательность ферментов, продуцирующих коллаген, приводящей к изменению формы коллагеновой молекулы, или ошибки в посттрансляционной модификации коллагена. Также болезни могут быть вызваны недостатком или «неправильной работой» ферментов, вовлечённых в биосинтез коллагена — дефицит ферментов гидроксилирования (пролин-, лизингидроксилазы), гликозилтрансфераз, N-проколлагеновой и С-проколлагеновой пептидаз, лизилоксидаз с последующим нарушением поперечных сшивок, дефицит меди, витаминов B6, B13 (оротовая кислота), C. При приобретённых болезнях, таких как цинга, восстановление баланса ферментов до нормального может привести к полному излечению.
Практически любая генная мутация ведёт к утрате или изменению функций коллагена, что, в свою очередь, отражается на свойствах тканей и органов. Генные мутации в коллагеновом домене могут привести к изменению формы тройной спирали путём вставки/выпадения аминокислоты из полипептидной цепочки или замены Gly на другое основание. Мутации в неколлагеновых доменах могут привести к неправильной пространственной сборке α-цепей в надмолекулярные структуры (фибриллы или сети), что также ведёт к утрате функций. Мутантные α-цепи способны образовывать трёхспиральный комплекс с нормальными α-цепями. В большинстве случаев, такие комплексы нестабильны и быстро разрушаются, однако, такая молекула может и нормально выполнять свою роль, если не затронуты функционально важные области. Большинство болезней, вызванных мутациями в «коллагеновых» генах, являются доминантными.